# Potsdamer Schlössermarathon
Der Potsdamer Schlössermarathon war ein Marathon in Potsdam, der jährlich von 2004 bis 2010 stattfand. 2011 wurde der Marathon aufgrund rückgängiger Anmeldungen gestrichen, der Halbmarathon fand aber weiterhin statt. Seitdem wurde ein 10-km-Lauf angeboten. Mit dieser Veränderung wurde auch der Name der Veranstaltung in Potsdamer Schlösserlauf geändert. Veranstalter ist der Stadtsportbund Potsdam e. V.
Die Strecke des Halbmarathons ist ein Rundkurs, der verschiedene Stätten des UNESCO-Weltkulturerbes Berlin-Potsdam ansteuert. Für den Marathon wurde die Strecke ein zweites Mal gelaufen. Der Start ist seit 2007 am Luftschiffhafen. Von dort geht es über die Zeppelinstraße direkt zum Luisenplatz und dem Brandenburger Tor. Auf der Brandenburger Straße durchläuft man das Stadtzentrum. Danach quert man auf der Humboldtbrücke die Havel und gelangt in den Park Babelsberg. Über den Teltowkanal erreicht man Klein Glienicke, und nach einer kurzen Passage auf dem Stadtgebiet von Berlin geht es über die Glienicker Brücke zurück auf das rechte Ufer der Havel. Parallel zum Ufer des Jungfernsees gelangt man in den Neuen Garten, wo bei km 11 das Schloss Cecilienhof erreicht wird. Bei der Meierei verlässt man den Neuen Garten. Jenseits der Alexandrowka erreicht man den Park Sanssouci. Bei der Historischen Mühle wird kurz das Schloss gestreift, bevor es über die Maulbeerallee am Orangerieschloss vorbei zum Neuen Palais und von dort südwärts zum Ausgangspunkt der Strecke geht.

## Statistik

### Streckenrekorde
Marathon
- Männer: 2:31:29, Haim Noan Parchi (ISR), 2008
- Frauen: 3:01:31, Karsta Parsiegla, 2005

Halbmarathon
- Männer: 1:05:06, Tom Thuley, 2023
- Frauen: 1:15:48, Anja Carlsohn, 2004

### Siegerliste

#### Marathon
| Jahr | Männer                 | Zeit (Std.) | Frauen               | Zeit (Std.) |
| ---- | ---------------------- | ----------- | -------------------- | ----------- |
| 2010 | Olaf Haller            | 2:44:56     | Karsta Parsiegla -4- | 3:13:49     |
| 2009 | Sven Kersten           | 2:41:16     | Valerie Knopf        | 3:11:11     |
| 2008 | Haim Noan Parchi (ISR) | 2:31:29     | Frauke Fichtner      | 3:09:15     |
| 2007 | Sven Kersten           | 2:40:22     | Karsta Parsiegla -3- | 3:11:07     |
| 2006 | Jan Trautmann          | 2:45:24     | Ute Wollenberg       | 3:31:40     |
| 2005 | Wolf Beisswanger       | 2:41:20     | Karsta Parsiegla -2- | 3:01:31     |
| 2004 | Michael Vanicek        | 2:46:43     | Karsta Parsiegla     | 3:15:51     |

#### Halbmarathon
| Jahr | Männer             | Zeit      | Frauen                    | Zeit      |
| ---- | ------------------ | --------- | ------------------------- | --------- |
| 2025 | Ronald Lehmann     | 1:12:01   | Merle Beims               | 1:31:20   |
| 2024 | Nikki Johnstone    | 1:09:51   | Lavina Jürgens            | 1:20:58   |
| 2023 | Tom Thurley -2-    | 1:05:06   | Dorota Schilling          | 1:24:34   |
| 2022 | Tom Thurley        | 1:08:27   | Christiane Neidiger       | 1:30:11   |
| 2019 | Niels Michalk      | 1:13:49   | Malin Pfäffle             | 1:29:13   |
| 2018 | Falko Zauber       | 1:17:28   | Karsta Parsiegla -5-      | 1:31:40   |
| 2017 | Robert Kubisch     | 1:16:13   | Sarah Clausen             | 1:33:54   |
| 2016 | Peter Könnicke -2- | 1:17:54   | Karsta Parsiegla -4-      | 1:28:26   |
| 2015 | Paul Schmidt       | 1:09:47   | Sandra Boitz              | 1:24:34   |
| 2014 | Niels Bubel        | 1:09:51   | Juliane Meyer             | 1:22:28   |
| 2013 | Christian Prochnow | 1:13:55   | Juliane Detlefsen -2-     | 1:25:12   |
| 2012 | Matthias Marbes    | 1:15:53   | Juliane Detlefsen         | 1:24:56   |
| 2011 | Hagen Brosius      | 1:10:52   | Karsta Parsiegla -3-      | 1:28:35   |
| 2010 | Daniel Goehring    | 1:18:17   | Anja Carlsohn -2-         | 1:24:05   |
| 2009 | Lennart Sponar     | 1:11:25   | Karsta Parsiegla -2-      | 1:27:48   |
| 2008 | Benjamin Lindner   | 1:10:26   | Karsta Parsiegla          | 1:27:09   |
| 2007 | Peter Könnicke     | 1:15:59   | Antje Möller              | 1:25:40   |
| 2006 | Olaf Böttge        | 1:18:51   | Gailute Keliuotiene (LTU) | 1:31:49   |
| 2005 | Joseph Spindler    | 1:14:56   | Lorraine McCarthy (GBR)   | 1:32:00   |
| 2004 | Fabian Prokop      | 1:20:45,4 | Anja Carlsohn             | 1:15:48,3 |

In den Jahren 2020 und 2021 wurde der Potsdamer Schlösserlauf aufgrund der weltweiten Corona-Krise nicht durchgeführt. Seit 2022 findet er wieder statt.